# Klappenhorn

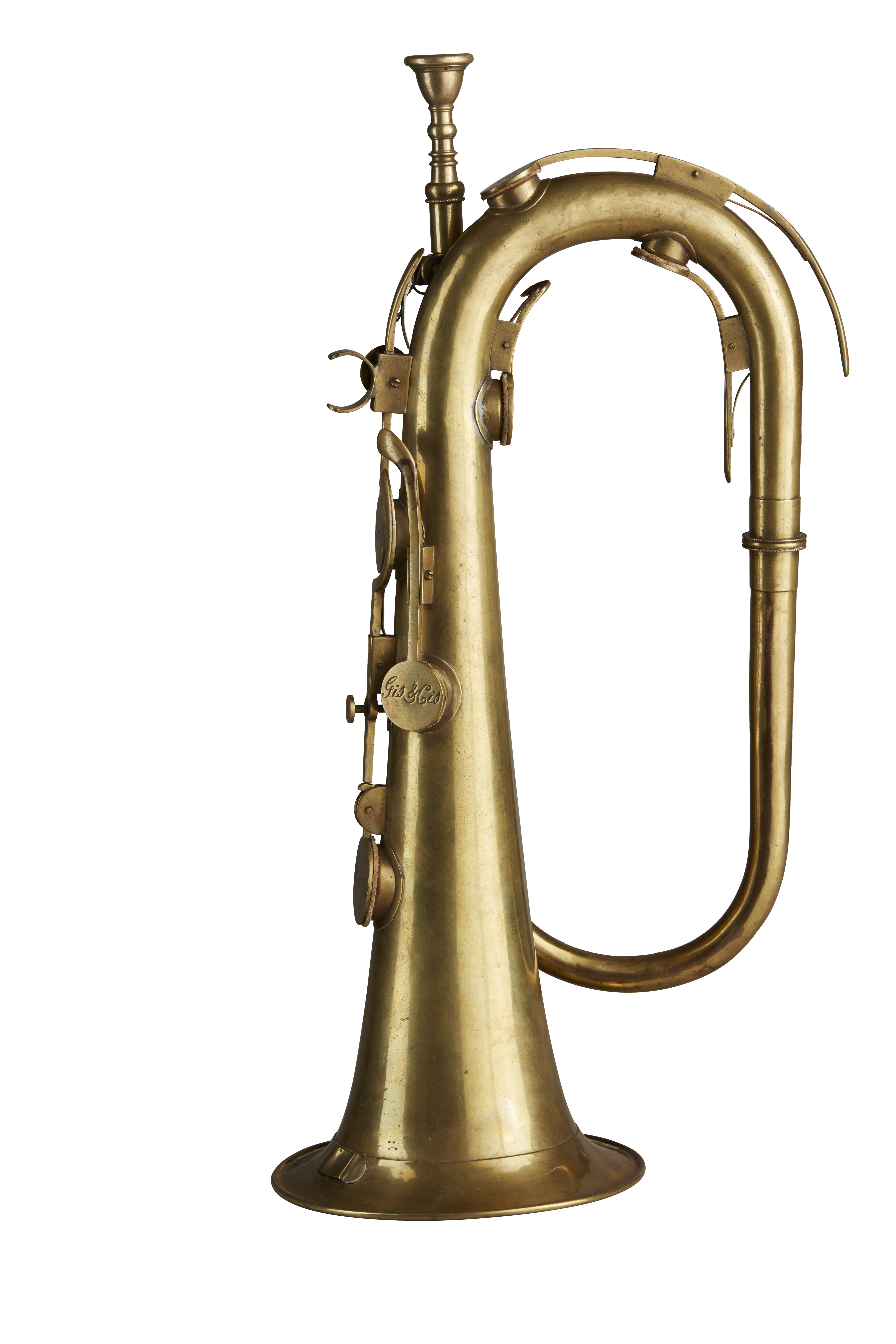
Klappenhorn in C von etwa 1830

Das Klappenhorn ist ein Blechblasinstrument, das wegen seiner weiten Mensur zu den Horninstrumenten gezählt wird. Um ein diatonisches oder chromatisches Spiel zu ermöglichen, im Unterschied zum Naturhorn, sind auf dem Korpus des Instruments Klappen unterschiedlicher Größe angebracht. Die Klappen sind in der Ruhestellung geschlossen.

## Instrumentenfamilie
Instrumente mit diesen Eigenschaften zählt man zur Familie der Klappenhörner. Erste Klappenhörner gab es seit ungefähr 1760. Der Klappenmechanismus ermöglichte gegenüber den älteren Grifflochhörnern (Zink, Serpent) einen besseren Kompromiss zwischen der Fingerstellung des Musikers und den physikalisch korrekten Orten und Größen der Löcher im Korpus und somit eine Verbesserung der Intonation. Eines der ältesten Klappenhörner, das sich vor allem in der Militärmusik durchsetzte, war das Basshorn seit etwa 1800. Auch der Serpent wurde mit Klappen versehen und konnte sich bis ins 19. Jahrhundert hinein halten.
Es gibt im Wesentlichen zwei Bauarten von Klappenhörnern: Die Bügelhörner mit Klappen, deren Schalltrichter nach vorne zeigt, und die Ophikleiden, deren Schalltrichter sich nach oben richtet. Das Waldhorn mit Klappen konnte sich nicht behaupten. – Daneben gab es auch eng mensurierte Blechblasinstrumente mit Klappen wie die Klappentrompete.

## Kenthorn
Das Klappenhorn im engeren Sinn (auch Kenthorn, englisch Royal Kent bugle, keyed bugle) ist ein Instrument in der britischen Militärmusik, das von Prinz Edward, Duke of Kent and Strathearn eingeführt wurde. Es stammt von frühen Signaltrompeten (ähnlich dem Clairon) ab, wurde 1810 in Dublin von Joseph Halliday patentiert und besitzt fünf Klappen und ein offenes Griffloch. So konnten insgesamt ungefähr 25 Töne auf ihm gespielt werden. Es wurde in verschiedenen Stimmungen hergestellt, hauptsächlich in C. Dieses Klappenhorn blieb bis Ende des 19. Jahrhunderts in Gebrauch. Es wurde mehr und mehr durch das (chromatische) Flügelhorn ersetzt.
Weiterentwicklungen dieses Klappenhorns, etwa in Deutschland, besaßen eine zusätzliche Klappe und konnten damit auf ihrem ganzen Umfang von etwa zwei Oktaven chromatisch spielen. Es gab auch ein Alt-Klappenhorn, das in F oder Es gestimmt war.

## Neuere Entwicklung
Durch die Erfindung der Ventile seit 1813 von Heinrich Stölzel und Friedrich Blühmel kamen die Klappeninstrumente mit Blechbläser-Mundstück allmählich außer Gebrauch. Aufgrund seiner einfacheren und daher billigeren Bauart konnte sich das Klappenhorn aber lange noch als „Volksinstrument“ halten (siehe Klapphornvers).